# Tetrathemis
Tetrathemis – rodzaj ważek z rodziny ważkowatych (Libellulidae).

## Podział systematyczny
Do rodzaju należą następujące gatunki:
- Tetrathemis camerunensis
- Tetrathemis corduliformis
- Tetrathemis denticauda
- Tetrathemis flavescens
- Tetrathemis fraseri
- Tetrathemis godiardi
- Tetrathemis hyalina
- Tetrathemis irregularis
- Tetrathemis leptoptera
- Tetrathemis longfieldae
- Tetrathemis platyptera
- Tetrathemis polleni
- Tetrathemis ruwensoriensis
- Tetrathemis yerburii